# Кубок Европы по горному бегу 2001
7-й Кубок Европы по горному бегу прошёл 1 июля 2001 года в Церкле-на-Гореньскем (Словения). Участники соревновались в дисциплине горного бега «вверх». Разыгрывались 4 комплекта наград: по два в индивидуальном и командном зачётах среди мужчин и женщин.
Трасса проходила по территории горнолыжного курорта Крвавец в Камникско-Савиньских Альпах в районе под названием Тихая Долина (словен. Tiha dolina). На старт вышли 137 бегунов (75 мужчин и 62 женщины) из 21 страны Европы. Каждая страна могла выставить до 4 человек в каждый из забегов. Сильнейшие в командном первенстве определялись по сумме мест трёх лучших участников.
Итальянец Антонио Молинари в третий раз за последние четыре года выиграл Кубок Европы по горному бегу. Второе место среди мужчин занял лыжник из Словакии Мартин Байчичак. Он был только 15-м на первой, равнинной, части трассы, однако ближе к финишу смог подобраться вплотную к чемпиону.
Светлана Демиденко стала первой победительницей турнира из России. Двумя годами ранее она финишировала шестой, год спустя — четвёртой.
Оба чемпиона установили новые рекорды трассы — на ней ежегодно проводились этапы мирового Гран-при по горному бегу.

## Медалисты
Курсивом выделены участники, чей результат не пошёл в зачёт команды

### Мужчины
| Дисциплина                  | Золото                                                                        | Золото   | Серебро                                                                | Серебро  | Бронза                                                                      | Бронза  |
| --------------------------- | ----------------------------------------------------------------------------- | -------- | ---------------------------------------------------------------------- | -------- | --------------------------------------------------------------------------- | ------- |
| 9 км перепад высот: +1200 м | Антонио Молинари Италия                                                       | 49.47    | Мартин Байчичак Словакия                                               | 50.01    | Раймон Фонтен Франция                                                       | 50.14   |
| 9 км (команды)              | Италия · Антонио Молинари · Марко Де Гаспери · Марко Гайярдо · Эмануэле Манци | 16 очков | Франция · Раймон Фонтен · Сильвен Ришар · Жиль Бессер · Николя Паскьон | 19 очков | Австрия · Хельмут Шмук · Ханс Коглер · Александр Ридер · Рудольф Райтбергер | 31 очко |

### Женщины
| Дисциплина                  | Золото                                                                | Золото   | Серебро                                                                   | Серебро  | Бронза                                                                               | Бронза   |
| --------------------------- | --------------------------------------------------------------------- | -------- | ------------------------------------------------------------------------- | -------- | ------------------------------------------------------------------------------------ | -------- |
| 9 км перепад высот: +1200 м | Светлана Демиденко Россия                                             | 56.30    | Анджела Мудж Шотландия                                                    | 57.08    | Катрин Лаллеман Бельгия                                                              | 57.28    |
| 9 км (команды)              | Франция · Коринн Ро · Изабель Гийо · Шанталь Делленбах · Анн Ду Коуту | 30 очков | Англия · Шарлотт Сандерсон · Хелен Джексон · Рут Пикванс · Клер Томкинсон | 37 очков | Италия · Пьеранджела Баронкелли · Флавия Гавильо · Аша Тонолини · Розита Рота-Гельпи | 45 очков |

## Медальный зачёт
Медали завоевали представители 8 стран-участниц.
 Принимающая страна
| Место | Страна    | Золото | Серебро | Бронза | Всего |
| ----- | --------- | ------ | ------- | ------ | ----- |
| 1     | Италия    | 2      | 0       | 1      | 3     |
| 2     | Франция   | 1      | 1       | 1      | 3     |
| 3     | Россия    | 1      | 0       | 0      | 1     |
| 4     | Англия    | 0      | 1       | 0      | 1     |
| 4     | Словакия  | 0      | 1       | 0      | 1     |
| 4     | Шотландия | 0      | 1       | 0      | 1     |
| 7     | Австрия   | 0      | 0       | 1      | 1     |
| 7     | Бельгия   | 0      | 0       | 1      | 1     |
| Всего | Всего     | 4      | 4       | 4      | 12    |